# Amager Tigers
Amager Tigers var en tidligere australsk fodboldklub hjemmehørende på Amager, som blev grundlagt i 1990 for sidenhen at blive opløst efter 2005-sæsonen. Sort og gul udgjorde klubbens primære farver.

## Klubbens historie
Klubben blev det tredje stiftende medlem af Danish Australian Football League (DAFL), som startedes sin første sæson i 1991 sammen med Copenhagen Crocodiles og North Copenhagen Barracudas. Amager Tigers' kaptajn, Kim Madsen, fik i debutsæsonen prisen for at være ligaens bedste og mest fair-spillende – the Sitch Medal, mens Amager Tigers' Bo Jørgensen delte topscorer-værdigheden på 15 mål sammen med George Digkolis og Boris Kjær fra Copenhagen Crocodiles.
Klubben blev i løbet af 1990'erne tilknyttet Sømændenes Idrætsklub Fight (S.I.K. Fight) og sidenhen integreret i fusionsklubben Sønderbro Fight i efteråret 2000. Igennem klubbens 15 år lange levetid havde man en række forskellige hjemmebaner: Fælledparken (1991-1993), Nordvangskolen (1994), Farum (Stensvad, 1995-1996), Boldklubben Stefans baner ved Rådvadsvej (1997) og Kløvermarkens Idrætsanlæg (1998-2005).

### Klubstatistik
- DAFL Mesterskab: 1992, 1993, 1995, 1997, 2002 og 2003
- DAFL Topscorer: Bo Jørgensen (15 mål, 1991), Peter McDonald (37 mål, 1992), Rick Ellis (104 mål, 1994), John Cawley (54 mål, 1995), Shaun Hawking (78 mål, 1997),
- Sitch Medallist: Kim Madsen (1991), Rick Ellis (1994) og Shaun Hawking (1997)
- Turneringer: DAFL Premiership (1991-2002/03), Sjælland Conference (2003-2004), Copenhagen League (2005)
- Trænere: David Soutar (1991), Mark Zaga (1992, 1993, 1995), John Cawley (1994, 1996), Peter McDonald (1997), Rob MacGregor (1998, 1999), Stuart Wynn (2000, 2002), Martin Holberg (2001), Kim Madsen (2003, 2004) Patrick Hoffmann (2005)